# Анрі Дрюе
Анрі Дрюе (фр. Daniel-Henri Druey; 12 квітня 1799, Фу, Во, Швейцарія — 29 березня 1855, Берн, Швейцарія) — швейцарський політик, президент Швейцарії.

## Біографія
Обучался праву в Лозанні, Німеччина і Франції. У 1828 став адвокатом, потім у 1830 — суддею в Кантональному апеляційному суді Во. Наступного року був обраний в парламент. Член Радикально-демократичної партії.
- 1 липня 1842 — 1843[1]— президент Кантональної ради Во.
- 14 февраля 1845 — 31 грудня 1846 — президент Кантональної ради Во.
- 16 листопада 1848 — 29 березня 1855 — член Федеральної ради Швейцарії.
- 21 листопада 1848 — 31 грудня 1849 — віце-президент Швейцарії, начальник департаменту (міністр) юстиції і поліції.
- 1 січня — 31 грудня 1850 — президент Швейцарії, начальник політичного департаменту (міністр закордонних справ).
- 1 січня — 31 грудня 1851 — начальник департаменту (міністр) фінансів.
- 1 січня — 31 грудня 1852 — начальник департаменту юстиції і поліції.
- 1 січня 1853 — 29 березня 1855 — начальник департаменту фінансів.